# Smith, Mygind & Hüttemeier
Smith, Mygind & Hüttemeier A/S var en dansk maskinfabrik, jernstøberi og ingeniørvirksomhed i København.

## Historie
Theodor Hüttemeier (1832-1893) etablerede 1858 en smedeforretning i Adelgade og købte 1863 det af Peter Frederik Lunde (1803-1891) i 1829 oprettede jernstøberi ved Nørre Farimagsgade, der dannede den ældste begyndelse til virksomheden. I 1893 - fjorten dage før Hüttemeiers død - solgte han jernstøberiet og maskinfabrikken til Johannes Caroc (1859-1936) og E.C.F. Schiemann (1866-).
Den 1. december 1872 anlagde Niels Smith (1847-1916) og Jensenius Christian Mygind (1846-1894) en maskinfabrik. De havde været skolekammerater og havde i 1869 været på studierejse i Skotland. Disse to virksomheder blev 1. januar 1895 samlet i et nyt aktieselskab, hvori Caroc, Schiemann og Smidt blev direktører.
Smith og Myginds fabrik lå på Nørrebrogade 68. En gammel rejsestald blev først anvendt som intermistisk fabrik, men i længden blev den for upraktisk og blev revet ned og erstattet af moderne fabrikshaller. Hüttemeiers fabrik ved Nansensgade/Nørre Farigmagsgade blev nedlagt og produktionsapparatet flyttet ud til den ny fabrik på Nørrebrogade. Ved opkøb af ledige grunde på Nørrebro blev fabriksgrunden efterhånden udvidet til også at omfatte en del af parcellerne langs Guldbergsgade. Nogle år senere forlod Schiemann den ene af firmaets direktørposter, og i 1904 gik også Smidt af. Fra 1908 var Sophus Koefoed direktør.
I en beskrivelse af fabrikkens historie fra ca. 1906 kunne man blandt andet læse følgende om den rivende udvikling på Nørrebro: "Fra Smith & Mygind indrettede sig i den gamle Rejsestald og til nu, er Nørrebro undergaaet en Udvikling, som ikke staar tilbage for mange amerikanske Smaabyer langs Pacifikbanen. Fra at ligge isoleret på en vid Mark er Fabrikken bleven klemt inde imellem høje Husrækker, men strækker sig dog som et bredt Bælte fra de bebyggede Forgrunde paa Nørrebrogade helt over til Guldbergsgade. Indgangen til Fabrikken danner Afslutningen paa en cul de sac paa Nørrebrogade og ser nok saa uanseelig ud fra den store Færdselsvej. Skulde man taxere den paa Gæt, inden Dørene aabnede sig for En, vilde man anslaa den til at føre ind til et større Smedeværksted. Hvor overraskende virker det da ikke, idet Bygningernes Virvar breder sig for En: paa et Areal af 30.000 Kvadratalen ligger her aflange Kæmpehaller ved siden af fleretages Bygninger og, som en Kæde mellem dem alle, arbejdende Maskiner under Halvtag eller under aaben Himmel, nogle saa store, at man har maattet omgive dem med særlige Stilladser og Opbygninger, der knejser saa højt, at de løber Kapløb opefter med Fabriksbygningernes Skorstene".
Under Besættelsen blev Smith, Mygind & Hüttemeier den 3. juni 1944 udsat for en omfattende og effektiv sabotage fra modstandsgruppen BOPA, selvom fabrikken ikke arbejdede for værnemagten. BOPA var klar over dette, men henviste til ordre fra højere sted som årsag til gennemførelsen af sabotagen.
Aktiekapitalen var i 1950 på 2 mio. kr. I 1956 blev dele af Smith, Mygind & Hüttemeier overtaget af Dano med hovedsæde i Buddinge, mens andre dele blev videreført som Nordisk Karosserifabrik i Svendborg, hvor man siden 1949 havde haft en produktion af karrosserier til busser. Ejerne af Svendborgsund Yacht og Bådeværft havde nemlig i 1949 omdannet værftet til en karrosserifabrik. Sidstnævnte fabrik lukkede i 1969.
En del af det gamle fabriksanlæg blev benyttet af Falke Auto, der var landets største forhandler af Renault-biler. Siden blev fabriksbygningerne omdannet til filmstudier og har siden 2001 været biograf under navnet Empire Bio.
Den første bestyrelse bestod af et bestyrelsesråd: Fritz Ferdinand Hüttemeier, Frederik
Christian Mygind, Niels Gade Mygind, Jørgen Christen Tvede, Toxen Worm samt en direktion: Johannes Caroc, E.C.F. Schiemann og Niels Smith.
Bestyrelse i 1950: Højesteretssagfører Helge Bech-Bruun, der var formand, landsretssagfører Vagn Erik Brammer, kontorchef Gunnar Schiødt, direktør K. Wilhelm Bruun og direktør A.M.A. von Kauffmann.
Direktion i 1950: Viggo Bro, K. Wilhelm Bruun og A.M.A. von Kauffmann.

### Produkter
Smith, Mygind & Hüttemeier fokuserede på fremstilling af bryggerianlæg, dampmaskiner og dampkedler.

#### Bryggerianlæg
Førstnævnte blev leveret til blandt andre Carlsberg, Tuborg, Arbejdernes Bryggeri, Glostrup Bryggeri og Svendborg Bryghus.

#### Broer
Også konstruktion af stål- og støbejernsbroer blev en væsentlig del af virksomhedens profil, der derved også omfattede ingeniørvirksomhed. Således byggede den Masnedsundbroen (1883, nedrevet 1937), Strandmøllebroen (1895-96, nedrevet 1981) og sammen med Titan den kombinerede vej- og jernbanebro Langebro (1901-03, nedrevet 1930) og siden Knippelsbro (1908, nedrevet 1934), ligesom fabrikken var beskæftiget ved anlæggelsen af Københavns Godsbanegård (1895-1901, nedrevet 1968). Dertil kom viadukterne ved Østerport Station og over Enghavevej, Vesterfælledvej og Gammel Køge Landevej, broen over Nyhavn, broen over Vårby Å, kulviadukterne til Vestre og Østre Gasværker samt dampfærgeanlæggene ved Masnedsund, ved Storebælt, i Helsingør, i Københavns Frihavn og i Gedser. Også flere broer på Island blev udført af fabrikken i København. Alle disse anlæg blev tegnet af Sophus Koefoed.

#### Dampkedler og fyr
Omkring 1900 slog firmaet ind på fabrikation af dampkedler og mekaniske fyrapparater og specialiserede sig efterhånden i fremstilling af højtryksdampkedler og automatiske fyrapparater, de såkaldte "Underfeed Stokers" og denne fabrikation udviklede sig i 1930'erne og 1940'erne til også at omfatte centralvarmekedler med automatiske fyrapparater.

#### Damplokomotiver
I år 1900 gik Smith, Mygind & Hüttemeier ind i produktion af damplokomotiver, da selskabet dette år leverede sine to første damplokomotiver til Statsbanerne (Litra HS 412 og 413). Staten havde året forinden indhentet tilbud på rangerlokomotiver, og det bedste tilbud var kommet fra fabrikken Breda i Italien. Kort efter tilbudsrundens afslutning indsendte henholdsvis Vulcan i Maribo og Smith, Mygind & Hüttemeier tilbud på bygningen af de samme lokomotiver til samme pris som Breda – dog fraregnet toldafgifterne. Staten ville dog også gerne støtte den indenlandske industri, og selvom Breda efter reglerne skulle have haft ordren, blev bygningen af de to HS-maskiner lagt i hænderne på Smith, Mygind & Hüttemeier.
Da Statsbanerne et års tid senere igen skulle indkøbe nye rangerlokomotiver (Litra F), gik ordren igen til Smith, Mygind & Hüttemeier, men det blev også enden på et kort eventyr inden for denne gren af maskinbranchen. I alt leverede fabrikken syv rangerlokomotiver til DSB frem til 1901. En af Smith, Mygind & Hüttemeiers direktører deltog i arbejdet i den kommission, som Folketinget i 1909 havde nedsat til at se på mulighederne for en dansk lokomotivproduktion, men dette udløste ikke nye ordrer til fabrikken.
I resten af årtiet udbød Statsbanerne bygningen af flere lokomotiver i offentligt udbud – herunder maskiner af typerne Litra C, Litra D og Litra K. Smith, Mygind & Hüttemeier deltog med tilbud på disse maskiner, men forskellen i priserne mellem de udenlandske og danske tilbud var dog så slående, at ordrerne blev afgivet til primært lokomotivfabrikker i Tyskland. Også Burmeister & Wain, Vulcan og Helsingør Skibsværft og Maskinbyggeri afgav tilbud, men i gennemsnit lå de danske priser ca. 36 procent højere end de udenlandske tilbud, hvilket blev udslagsgivende for Statens beslutning. Fabrikkens placering på Nørrebro var heller ikke gunstig, for fabrikken havde ikke tilslutning til jernbanenettet, og lokomotiverne måtte altså transporteres ad andre veje.

#### Karrosserier
Som nævnt ovenfor var fabrikken fra 1949 involveret i industriel fremstilling af karrosserier til busser i Svendborg. Indtil lukningen i 1969 fremstillede Smith, Mygind og Hüttemeier/Nordisk Karosserifabrik karrosserier til ca. 400 busser.